# Fondo Mexicano del Petróleo para la Estabilización y el Desarrollo
El Fondo Mexicano del Petróleo para la Estabilización y el Desarrollo es un fondo soberano de riqueza, propiedad del gobierno de México creado para administrar la riqueza proveniente del flujo de ingresos de su industria petrolera. 
El inicio del fondo fue diseñado por la Secretaría de Hacienda y Crédito Público (SHCP,) mientras que el Banco de Méxicoadministra el fondo. 
El Fondo se creó en el 2013 derivado de las reformas realizadas a la Constitución en materia de energía, en septiembre de 2014 se celebró el contrato constitutivo del fideicomiso entre la Secretaría de Hacienda y Crédito Público y el Banco de México y en enero de 2015 inició sus operaciones.
La creación del fondo se enmarca en la reforma energética  en México tras la caída de la producción de petróleo que ha afectado el presupuesto del gobierno nacional. El fondo es miembro del Foro Internacional de Fondos Soberanos de Inversión y está adherido a los 24 Principios de Santiago, que son un estándar voluntario de mejores prácticas avalado por los miembros para la gestión de los Fondos Soberanos de Inversión. 
El FoMoPe cumple con dos objetivos principales: servir como un medio para recibir y realizar pagos en la asignación de contratos para la exploración y producción de hidrocarburos y administrar los ingresos del Estado mexicano provenientes del petróleo y otros hidrocarburos.

## Gestión
El FoMoPe es administrado por un comité técnico integrado por representantes del Poder Ejecutivo y cuatro miembros independientes, todos designados por el Ejecutivo Federal con la aprobación de dos tercios de los miembros del Senado. Entre los representantes del Gobierno se encuentran los secretarios de Finanzas y Energía, el de Hacienda y el gobernador del banco central. El secretario de finanzas actúa como presidente del órgano rector.
La Secretaría de Hacienda y Crédito Público actúa como otorgante del fondo, mientras que el Banco de México funge como fiduciario.

## Junta Directiva Actual
La actual junta directiva está integrada por el secretario de Hacienda, Rogelio Eduardo Ramírez de la O y la secretaria de Energía, Luz Elena González Escobar, así como la gobernadora del Banco de México, Victoria Rodríguez Ceja.